# Гней Маллій Максим
Гней Маллій Максим (лат. Gnaeus Mallius Maximus) — давньоримський політик і полководець, консул 105 до н. е., учасник битви при Араузіоні 6 жовтня 105 до н. е.

## Життєпис
Походив з homo novus. У 105 до н. е. його обрано консулом і незабаром отримав армію для боротьби проти кімврів і тевтонів в південній Галлії. Перебуваючий неподалік від Араузіона Квінт Сервілій Цепіон, який повинен був підкорятися Максиму як чинному консулу, відмовився виконувати його накази через невисоке походження останнього.
У результаті цього, дві римські армії не мали єдиного командування і навіть перебували у різних таборах на протилежних берегах Рони. Вождь кімврів Бойоріг використовував роз'єднаність римлян, і 6 жовтня розбив їх. Провину за поразку сенат поклав на Цепіона. Подальша доля Маллія Максима невідома.